# Uszanka kalifornijska
Uszanka kalifornijska, uchatka kalifornijska, lew morski (Zalophus californianus) – gatunek drapieżnego ssaka z rodziny uchatkowatych (Otariidae).

## Taksonomia
Gatunek po raz pierwszy zgodnie z zasadami nazewnictwa binominalnego opisał w 1828 roku francuski chirurg i zoolog René Lesson, nadając mu nazwę Otaria californiana. Holotyp pochodził z Zatoki San Francisco, w Kalifornii, w Stanach Zjednoczonych. 
Dawniej określany jako Z. c. californianus, jeden z trzech podgatunków Z. californianus; trzy blisko spokrewnione taksony, Z. californianus, Z. wollebaeki i wymarły Z. japonicus, są obecnie odrębnymi gatunkami. Autorzy Illustrated Checklist of the Mammals of the World uznają ten gatunek za monotypowy. 

### Etymologia
- Zalophus: gr. ζα- za- „bardzo”; λοφος lophos „czub”[11].
- californianus: Kalifornia California, od mitycznej Królowy Calafii, która rządziła rajską wyspą bogatą w złoto i zaludnioną przez Amazonki, stworzona około 1500 roku przez hiszpańskiego powieściopisarza Garciego Rodrigueza de Montalvo[12].

## Zasięg występowania
Uszanka kalifornijska występuje we wschodniej części północnego Oceanu Spokojnego od południowo-środkowej Alaski do archipelagu Islas Marías w pobliżu Nayarit w Meksyku, w tym Zatoce Kalifornijskiej.

## Morfologia
Długość ciała samic 200 cm, samców 240 cm; masa ciała samic 110 kg, samców 390 kg i więcej. Noworodki osiągają długość 80 cm i masę 6–9 kg. Występuje dymorfizm płciowy – dorosłe samce są 3–4 razy cięższe i 1,2 razy dłuższe od dorosłych samic. Ciemnobrunatna sierść. Wzór zębowy zmienny: 79% I {\displaystyle {\tfrac {3}{2}}} C {\displaystyle {\tfrac {1}{1}}} PC {\displaystyle {\tfrac {5}{5}}} = 34, 21% I {\displaystyle {\tfrac {3}{2}}} C {\displaystyle {\tfrac {1}{1}}} PC {\displaystyle {\tfrac {6}{5}}} = 36.

## Ekologia

### Tryb życia
Uszanka kalifornijska jest bardzo towarzyska. Żyje w koloniach liczących setki, czasem nawet tysiące osobników. Najliczniejsze grupy tworzy w okresie rozmnażania, kiedy na miejscach porodów gromadzi się ogromna liczba zwierząt. Uchatki dzielą swój czas między polowanie w wodzie i odpoczynek na lądzie. Mimo walcowatego ciała również na ziemi są bardzo ruchliwe i potrafią się szybko przemieszczać. Odbijają się przednimi i zadnimi płetwami, zachowując wyprostowane ciało. Gromadzą się na brzegu lub na skałach w grupach liczących kilkadziesiąt sztuk. Pod wodą pozostają kilka minut, po czym wynurzają się, by nabrać powietrza.

### Zachowanie
Często wychodzi na ląd, by tam odpocząć. Gdy czuje się zagrożony, potrafi być groźny i szybko przemieszcza się specyficznym ruchem: czołgania się i kuśtykania. Jest bardzo łatwy w tresurze. Potrafi nurkować na głębokość 300 metrów i wstrzymać oddech na 15 minut.

### Pożywienie i polowanie
Uszanka kalifornijska ma duży apetyt. Przeciętny dorosły osobnik, ważący ok. 250 kg w ciągu dnia zjada ponad 30 kg pożywienia, co stanowi 14% jego masy. Uzupełnia w ten sposób energię, jaką musi wydatkować w formie ciepła podczas pływania w zimnej wodzie. Poluje w ten sposób, że swą zdobycz zagania na głębinę lub zanurza się aż do dna i uważnie przeszukuje szczeliny między kamieniami. Oprócz ryb łowi też ośmiornice i inne głowonogi, czasem skorupiaki. Uchatka kalifornijska pod wodą świetnie widzi i zdobyczy poszukuje głównie wzrokiem. Dużą rolę odgrywają zapewne podczas połowów długie, rosnące wokół paszczy wąsy czuciowe.

### Rozmnażanie
W Kalifornii okres rozmnażania uchatek trwa od maja do sierpnia. Miejsca parzenia się i narodzin młodych znajdują się na plażach. Wkrótce po narodzeniu się młodych dorosłe samce rozpoczynają walki o terytorium. Najpierw każdy stara się wystraszyć rywala groźną postawą i zachowaniem. Najczęściej się to udaje, do prawdziwych walk dochodzi rzadko. Każdy dorosły samiec ma wokół siebie harem założony z kilku samic i ich młodych. Samiec w tym okresie nie ma prawie czasu na zdobywanie pożywienia i żyje z wytworzonych wcześniej zapasów tłuszczu. Ciąża foki trwa 11–13 miesięcy, po których na świat przychodzi jedno młode ważące 6–8 kg. Uchatki osiągają dojrzałość płciową w wieku 4 lat.

## Uszanka kalifornijska i człowiek
Na początku XIX wieku na wybrzeżu kalifornijskim polowano na uszanki ze względu na ich tłuszcz. Rozkrawano tłuszcz martwych zwierząt na kawałki i gotowano, by uzyskać olej. Z trzech zabitych zwierząt osiągano jedną beczkę oleju. Skórę wykorzystywano do produkcji kleju. Dziś uszanki kalifornijskie często pojawiają się w ogrodach zoologicznych, cyrkach i akwariach. Znane są ze swej inteligencji i skłonności do zabawy, cieszą się dużą sympatią u dorosłych i dzieci.
16 kwietnia 2008 r. w opolskim zoo na wybiegu znaleziono martwego samca – George’a; dzień później padła samica. Sekcja zwłok wykazała, że obydwie uszanki miały żołądek pełen kamieni i monet.

### Status zagrożenia i ochrona
W Czerwonej księdze gatunków zagrożonych Międzynarodowej Unii Ochrony Przyrody i Jej Zasobów został zaliczony do kategorii LC (ang. least concern „najmniejszej troski”). Kiedyś polowano często na uszanki, dziś są pod ochroną, dzięki czemu ich liczba ustabilizowała się. W Kalifornii żyje około 50 tysięcy zwierząt, na Galapagos 40 tysięcy.